# Iemoči Tokugawa
Iemoči Tokugawa (japonsky 徳川 家茂, Tokugawa Iemoči; 17. července 1846 – 29. srpna 1866) byl čtrnáctý šógun dynastie Tokugawa (období Edo). Vládl v letech 1858–1866. Během jeho vlády došlo k velkým vnitřním nepokojům v důsledku prolomení sakoku (izolace) Japonska. Za Iemočiho vlády došlo také k oslabení moci šógunátu.

## Život
V roce 1847, když mu byl teprve jeden rok, byl adoptován jako dědic daimjó Narikacu Tokugawy a roku 1850 se jeho nástupcem skutečně stal. Roku 1851 přijal jméno Jošitomi Tokugawa. Roku 1858 byl adoptován šógunem Iesadou a už jako jejich syn a jmenován nástupcem hlavního rodu Tokugawů. Toho roku se mu také dostalo audience u Iesady a jeho manželky Acuko.
Jeho volba následníkem šóguna Iesady nebyla bez konfliktů. Ve vládě existovaly další frakce, které na pozici šóguna podporovaly Jošinobu Tokugawu nebo Naritamiho Macudairu. Oba v té době byli, na rozdíl od Ješitomiho, dospělí. K Jošimotově volbě přispělo to, že Iesada si jeho nástupnictví vyžádal ve své závěti.
Po nástupu do úřadu šóguna si Jošitomi změnil jméno na Iemoči.
V rámci politiky kóbu gattai („Sjednocení dvora a bakufu“) se Iemoči 11. února 1862 oženil s princeznou Kazu, dcerou císaře Ninkó. Princezna Kazu odmítla používat tradiční titul Midaidokoro a místo toho používala pouze titul Mija.
22. dubna roku 1863 se již jako šógun Iemoči se vydal s velkým průvodem do hlavního města (Kjóto). Vydal se tam na císařovu výzvu a jeho doprovod činil 3 000 strážců. Bylo to poprvé po 230 letech, kdy Kjóto navštívil šógun (tehdy to byl šógun Iemicu).
Iemoči zemřel roku 1866 v Ósace a byl pohřben v Zójó-dži (増上寺). Jako příčina smrti bylo uvedeno selhání srdce způsobené beriberi, nemocí způsobenou nedostatkem thiaminu (vitaminu B1). Posmrtně obdržel buddhistické jméno Šonmjoin.